# Julius Bassianus
Gaius Julius Bassianus vagy Bassus , más néven Julius Bassianus (született a második században, meghalt 217-ben) Elegabal főpapja volt Szíriában,ahol ezt a napistent egy fekete kő alakjában imádták.  Bassianus annak a királyi családnak volt a tagja, amely az arab arisztokrácia részét képezte a Római Birodalom emesai clienskirályságában.  Bassianus Julius fia volt, apja nagybátyja pedig Julius Agrippa volt , aki primipilaris volt (egykori vezető centurió ). 
A jövőbeli Lucius Septimius Severus császár ellátogatott Emesába egy olyan ígéretes horoszkóp alapján, amely szerint Szíriában megtalálja jövőbeli feleségét. Bassianus bemutatta őt  két lányának. Bassianus felesége ismeretlen. Idősebb lányát, Julia Maesát egy szír nemes, Gaius Julius Avitus Alexianus vette feleségül, és két lányuk született: Julia Soaemias Bassiana és Julia Avita Mamaea . Fiatalabb lánya, Julia Domna hajadon volt. Severus és Domna nem sokkal később házasodtak össze. Hamarosan Domna két fiút szült Severusnak: Lucius Septimius Bassianus ( Caracalla , 188. április 4. - 217. április 8.) és Publius Septimius Geta.(189. március 7., 189. és 211. december 21.). Caracalla és Geta idővel trónörökösök lettek. Caracalla halála után Julia Maesa unokája Elagabalus vált császárrá , akinek örököse Julia Avita Mamaea fia lett, aki az Alekszander Severus nevet kapta, és végül maga is  császár lett. Julius Bassianus Gaius Julius Alexion lehetséges leszármazottja .